# Тарновський Микола Миколайович
Микола Миколайович Тарновський (1 січня 1895, с. Коцюбинці — 20 червня 1984) — український поет, прозаїк, гуморист, перекладач. Брат української письменниці Тарновської Марії Миколаївни.
Псевдоніми і криптоніми — Остап Очко, М. Галайда, Юрко Сливка, Еммануїл, М. Щербак, М. Нараївський, М. Думка, Микола Миколайович, М. Т. та інші.

## Життєпис
Народився 1 січня 1895 р. у с. Коцюбинцях Гусятинського повіту (нині Чортківського району Тернопільської області) у селянській родині. Здобув початкову освіту в сільській школі.

Надгробок Миколи Тарновського на Байковому кладовищі у Києві

У 1910 виїхав до США. Працював у Нью-Йорку і Детройті на заводах і фабриках, брав участь у соціалістичному русі, самотужки здобув освіту.
Друкуватися почав від 1915, згодом оформився як комуністичний поет. Редактор і співредактор журналу «Молот» і газети «Українські щоденні вісті», «Українські вісті» та інших.
У 1955—1959 був головою ЦК Ліги американських українців. 1959 переїхав до УРСР, працював заступником голови Товариства культурних зв'язків з українцями за кордоном.
Помер 20 червня 1984 р. в Україні.

### Збірки
- «Патріоти» (1918);
- «Шляхом життя» (1921);
- «Велике місто» (1926);
- «В коридорах вічності» (1926);
- «До світлої мети» (1951);
- «Вибрані поезії» (1953);
- «Братам на Україну» (1957);
- «Вітаю тебе, Україно» (1960);
- «З далекої дороги» (1961);
- «В заокеанській гущі» (1964);
- «Віночок» (для дітей, 1964);
- «З бурхливих літ» (1965);
- «Мости над океанами» (1967).

### Віршовані романи
- «Емігранти» (1958)

### Поеми
- «Гаррі Сіммс» (1932)

### Публіцистика
- «В ярмі окупанта» (1938);
- «Вперед, завжди вперед!» (1940);
- «До світлої мети» (1951);
- «Братам на Україну» (1957);
- «Бурхливий плин» (1973);
- «У дружбі непорушній» (1975).